# Micronema moorei
Micronema moorei (Мікронема Мура) — вид риб з роду Micronema родини Сомові ряду сомоподібних.

## Опис
Загальна довжина сягає 24 см. Тулуб витягнутий з горбатою спиною. Спинного плавця немає. Анальний плавець має 66—68 м'яких променів. Статеві відмінності невідомі.
Молоді особини напівпрозорі, в невеликий темний штрих; дорослі сріблясті.

## Спосіб життя
Зустрічається в невеликих річках і струмках. Живе невеликими групами. Веде денний, пелагічний спосіб життя. Живиться водними безхребетними й дрібною рибою.
На нерест вирушає в затоплені лісові заплави.
Вживається в їжу місцевим населенням.

## Розповсюдження
Поширені в нижній течії басейну Меконг у Таїланді.